# Дитрих III фон Берка
Дитрих III фон Берка Млади (на немски: Dietrich III von Berka; † между 13 декември 1251 и 7 юли 1252) от род Лудовинги, е граф на Графство Берка в Тюрингия. За пръв път е споменат през 1218 г.

## Биография
Той е единственият син на граф Дитрих II фон Берка († сл. 1225) и съпругата му фон Глайхен-Тона, дъщеря на граф Ервин II фон Глайхен († 7 септември 1192). Внук е на граф Дитрих I фон Берка († сл. 1178) и правнук на граф Беренгер I фон Лора († сл. 1116) и Гева фон Зеебург († сл. 14 февруари 1152), дъщеря на граф Вихман I фон Зеебург († ок. 1115) и Берта фон Брена († 1152/1156). Праправнук е на Дитрих фон Линдербах и Ута от Тюрингия, дъщеря на ландграф Лудвиг Брадати от Тюрингия († 13 юни 1080) и Цециля фон Зангерхаузен.
Резиденцията на графовете е водният дворец, на територията на днешен Форстамт на Илмщрасе, от който няма останки. Граф Дитрих III основава през 1243 г. „манастир Берка“. Архиепископът на Майнц Зигфрид III фон Епщайн разрешава основаването на 19 март 1241 г.
За погребението му трябва да се продаде земна собственост през 1251 г. Фамилията измира между 1270 и 1273 г. със синът му Дитрих IV фон Берка.

## Фамилия
Дитрих III се жени за Хайлвиг фон Лобдебург († 1252), дъщеря на Хартман фон Лобдебург († сл. 1227), внучка на граф Ото фон Лобдебург-Алерхайм († сл. 1194). Тя е роднина на Рабодо фон Лобдебург, епископ на Шпайер (1173 – 1176), на Ото I фон Лобдебург, епископ на Вюрцбург (1207 – 1223), и на Херман I фон Лобдебург, епископ на Вюрцбург (1225 – 1254). Те имат децата:
- Хайлвиг фон Берка († сл. 1285), омъжена пр. 1269 г. за Херман II/III фон Нойенбург-Фрайбург (* пр. 1251; † ок. 304/1308), бургграф на Нойенбург, (1269) граф на Мансфелд, (1277) Остерфелд и на Берка (1275 – 1279), син на графиня Гертруд фон Мансфелд († сл. 1230) и граф Херман I фон дер Нойенбург, Мансфелд, бургграф на Нойенбург-Фрайбург († 1269/1271)
- Дитрих IV фон Берка († между 8 юли 1270 и 5 февруари 1273), граф на Берка (1251 – 1272)
- Дитрих V фон Берка († сл. 1252), граф на Берка